# Lyftet (konstverk)
Lyftet – en ankdamm i utveckling är en granitskulptur av Bo Holmlund. Skulpturen finns sedan 1995 på Guldtorget, Skellefteå.
Den omdiskuterade granitskulpturen Lyftet – en ankdamm i utveckling av konstnären Bo Holmlund från Robertsfors har sedan den invigdes 1995 beskyllts för att vara en typisk fallossymbol, men Lyftet är resultatet av en nordisk tävling där juryn enhälligt motiverade sitt val med att Lyftet har ett spännande och fantasifullt formspråk. Skulpturen samlar med sin musikaliska lekfullhet krafterna i torgets strama arbetsyta, kioskens starka form och effektpelarnas resning. Förslaget motsvarar juryns högt ställda förväntningar och krav samt tillför torget ytterligare en dimension utan att inverka på torget som fri yta. Fontänen äger dessutom ett jordnära och mänskligt uttryck.
I skulpturen finns även några vattenfontäner. I samband med att torget, skulpturen och fontänen byggdes, glömde man ursprungligen dra fram vattenledningar till fontänen. Detta upptäcktes dock inte förrän torgets stenläggning var klar, vilket skapade en försening och fördyring av projektet.
År 2006 motionerande kristdemokraten Elisabeth Grönlund i kommunfullmäktige att denna "skamfläck" och "fallossymbol" skulle förflyttas "till någon osynligare plats" eller "kanske sänka den i havets djup". Med 60 röster mot 3 beslöt fullmäktige att lämna motionen utan åtgärd.